# Andrew Crumey

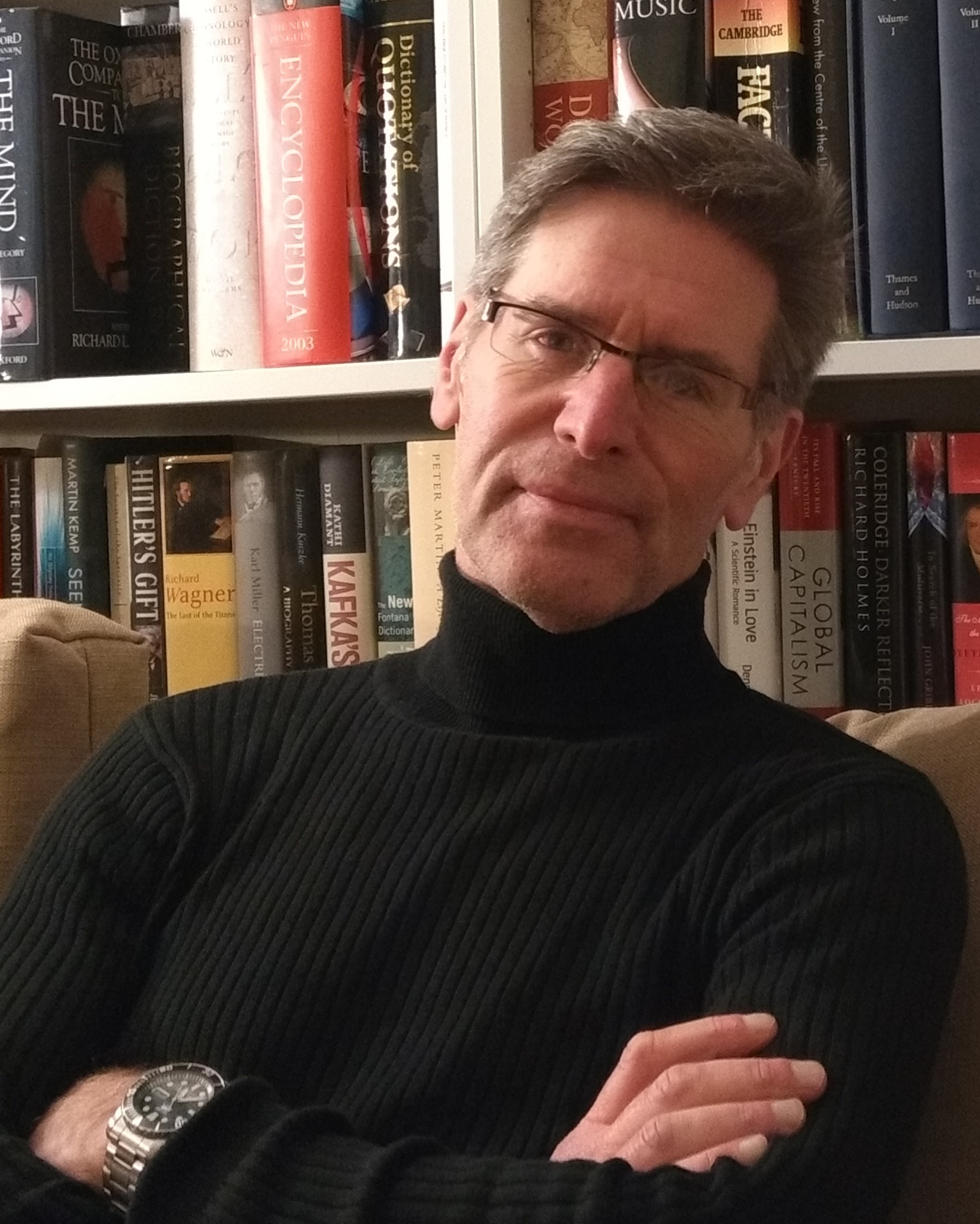
Andrew Crumey

Andrew Crumey (* 1961 in Kirkintilloch, nördlich von Glasgow, Schottland) ist ein britischer Schriftsteller.

## Leben
Andrew Crumey studierte theoretische Physik und Mathematik an der St. Andrews University in Schottland. Beide Fächer schloss er mit Auszeichnung ab und ging 1983 nach London, wo er am Imperial College seinen Doktor in theoretischer Physik machte. Anschließend arbeitete er als Sozialarbeiter. Er kehrte an das Imperial College zurück, um über nicht-lineare Systeme zu forschen. 1992 zog er nach Newcastle upon Tyne, wo er vier Jahre lang als Lehrer arbeitete. Ab 1996 war er Literaturkritiker und anschließend Redakteur bei der Zeitung Scotland on Sunday. Diesen Posten gab er auf, als er im Jahr 2006 den Northern Rock Foundation Writer’s Award erhielt.
Seine Romane zeichnen sich aus durch hintergründigen Humor und eine verschachtelte Erzählweise, bei der parallele Realitäten und alternative Geschichtsentwürfe eine Rolle spielen. Dieser Aspekt seines Schaffens ist inspiriert von seiner Beschäftigung mit der Viele-Welten-Interpretation der Quantenphysik.
Seine Bücher sind in 15 Sprachen übersetzt worden. Auf Deutsch sind die Romane „Die Geliebte des Kartographen“ und „Roussau und die geilen Pelztierchen“ erschienen. Crumey lebt in Newcastle upon Tyne, er ist verheiratet und hat zwei Kinder.

## Veröffentlichungen
- Music in a Foreign Language (1994)
- Pfitz (1995) (deutsch: Die Geliebte des Kartographen (2002))
- D’Alembert’s Principle (1996)
- Mr Mee (2000) (deutsch: Rousseau und die geilen Pelztierchen (2003))
- Mobius Dick (2004)
- Sputnik Caledonia (2008)
- The Secret Knowledge (2013)
- The Great Chain of Unbeing (2018)

## Preise und Auszeichnungen
Mit seinem Erstlingsroman „Music in a Foreign Language“ gewann er den renommierten Saltire First Book Award. Sein vierter Roman „Mr Mee“ wurde mit dem Scottish Arts Council book award ausgezeichnet. Für seinen zu diesem Zeitpunkt noch im Entstehen begriffenen Roman „Sputnik Caledonia“ erhielt er im Jahr 2006 den mit 60.000 £ dotierten Northern Rock Foundation Writer’s Award.